# مارال راسخی
مارال راسخی عضو تیم ملی اینلاین هاکی ایران و عضو سابق تیم ملی اسکیت سرعت ایران است. او در سال ۲۰۱۶ موفق به کسب مدال برنز تیمی در رقابت‌های آسیایی در چین شد. در مسابقات باشگاه‌های اسکیت هاکی جهان، به علت عدم تشکیل تیم هاکی اسکیت بانوان ایران در سال ۲۰۰۶ و با موافقت فدراسیون اسکیت ایران، راسخی برای یکی از تیم‌های باشگاهی هاکی هنگ کنگ بازی کرد و موفق یه کسب مدال طلای تیمی شد که در پایان مسابقات «دختر گل مسابقات» لقب گرفت.

## زندگی‌نامه
مارال راسخی متولد ۱۳۶۵ در تهران است. او فعالیت ورزشی خود را از سن ده سالگی با اسکیت و فعالیت حرفه‌ای خود را در رشته اینلاین هاکی در سن ۱۵ سالگی آغاز کرد و در رشته اسنوبرد نیز فعالیت دارد. او در سال ۲۰۰۷ و ۲۰۰۸ برای تیم اسکیت هنگ گنگ دراگون در جام آزاد باشگاه‌های جهان بازی کرد و موفق به کسب یک مدال طلای تیمی شد. راسخی به همراه تیم ملی راهی رقابت‌های جهانی اسکیت هاکی ایتالیا در سال ۲۰۱۶ و مسابقات اسکیت هاکی چین در ۲۰۱۴ شد. او همچنین به همراه تیم ملی اسکیت سرعت در سال ۲۰۰۴ به ژاپن و در سال ۲۰۰۵ به آنیانگ کره جنوبی اعزام شده و دارای مقام‌های قهرمانی و نایب قهرمانی در رشته اینلاین هاکی و اسنوبرد  می‌باشد.